# Alaksandr Bilejczyk
Alaksandr Uładzimirawicz Bilejczyk (biał. Аляксандр Уладзіміравіч Білейчык, ros. Александр Владимирович Билейчик, Aleksandr Władimirowicz Bilejczyk; ur. w 1964 roku) – białoruski prawnik i polityk.
Ukończył Białoruski Uniwersytet Państwowy (1990) oraz Akademię Zarządzania przy Prezydencie Republiki Białorusi (1996). 
Pracę zawodową rozpoczął w 1981 roku jako tokarz. W latach 1982–1984 odbył służbę wojskową w wojskach pogranicznych KGB ZSRR. W latach 1990–1993 był pomocnikiem i starszym pomocnikiem prokuratora rejonu mohylewskiego, a w latach 1993–1998 – sędzią sądu rejonu oktiabrskiego miasta Mohylewa. W latach 1998–2005 był I zastępcą naczelnika wydziału sprawiedliwości mohylewskiego obwodowego komitetu wykonawczego. W 2005 roku był dyrektorem departamentu sądów ministerstwa sprawiedliwości. Od 30 grudnia 2006 roku był zastępcą ministra sprawiedliwości, a od 9 stycznia 2009 roku – I zastępcą ministra sprawiedliwości. 4 października 2011 roku został mianowany pełniącym obowiązki ministra sprawiedliwości na miejsce zdymisjonowanego Wiktara Haławanaua.
W styczniu 2011 roku jego nazwisko wpisano na "czarną listę" przedstawicieli władz Białorusi objętych sankcjami wizowymi Unii Europejskiej.